# Жіноче диво
«Жіноче диво» (англ. Wonder of Women) — американська драма режисера Кларенса Брауна 1929 року.

## Сюжет
Доля не жаліє відомого німецького піаніста: коли він розлучався зі своєю невірною дружиною, вона піднесла йому ще один удар у вигляді листа, який повідомляє про те, що його улюблений прийомний син загинув. Так що залишається лише гадати, чи зможе він вистояти, або ж буде зломлений?

## У ролях
- Льюїс Стоун — Стівен Тромболт
- Лейла Хайамс — Карен
- Пеггі Вуд — Бріджитт
- Гаррі Майєрс — Бруно Гайм
- Сара Падден — Анна
- Джордж Фосетт — лікар